# Ottorino Bertolini
Ottorino Bertolini (Udine, 10 novembre 1892 – Roma, 27 luglio 1977) è stato uno storico e medievista italiano.

## Biografia
Dal 1911 al 1915 studiò all'Università di Torino con Pietro Fedele e Gaetano De Sanctis. Dopo la laurea fu arruolato e combatté come ufficiale di fanteria sul fronte dell'Isonzo. Fu prigioniero di guerra nel campo di Celle. Dopo la fine della guerra insegnò inizialmente nelle scuole secondarie lombarde. 
Nel 1924 venne distaccato presso la Scuola storica nazionale di Roma per collaborare all'edizione della Cronaca di Santa Sofia a Benevento. Successivamente venne trasferito alla Consulta araldica; indi, ottenuta la libera docenza, iniziò a tenere lezioni alla Sapienza nell'anno accademico 1927/28, dove spesso sostituì il suo insegnante torinese Pietro Fedele, ora ordinario all'Università di Roma.
Tra le due guerre mondiali, Bertolini fu segretario del Comitato italiano per le scienze storiche e, in questa veste, organizzò la partecipazione di delegazioni di storici italiani ai Congressi internazionali degli storici del Comité International des Sciences Historiques di Oslo (1928), Varsavia (1933) e Zurigo (1938). 
Dal 1948 al 1963 ricoprì la cattedra di storia medievale presso l'Università di Pisa. Nel 1952 fu tra i fondatori, insieme a Giuseppe Ermini, del Centro Italiano di Studi sull'Alto Medio Evo e fino al 1972 partecipò attivamente all'organizzazione delle Settimane di Studio di Spoleto.
Un tema centrale dei suoi studi furono i Longobardi in Italia, in particolare le fonti della Longobardia minore. Riuscì a curare gli Annales Beneventani nel 1923, ma per il Chronicon Sanctae Sophiae di Benevento furono pubblicati solo studi preliminari, dai quali risultò che il Liber praeceptorum beneventani monasterii Sanctae Sophiae è una cronaca cartacea, che costituisce una delle principali fonti per l'Italia meridionale longobarda. Bertolini esaminò in dettaglio anche i rapporti tra Bisanzio e i suoi territori, compresi quelli antichi, della penisola appenninica. Infine, si occupò anche di Roma e del Papato nell'Alto Medioevo.
Dal 1950 al 1964 fu presidente della Società storica Pisana, per poi assumere la presidenza della Società Romana di Storia Patria. In questa veste promosse la pubblicazione di Pierre Toubert sulle strutture del Lazio nel Medioevo (1973), di cui contribuì con la prefazione.
Ebbe tra i suoi allievi Giovanni Miccoli.

## Opere principali
- Roma di fronte a Bisanzio e ai Longobardi (1943)
- Scritti scelti di storia medievale (1968)
- Roma e i Longobardi (1972)